# Creeps
Creeps (br.: Espíritos espirituosos) é um filme estadunidense curta-metragem de 1956, dirigido por Jules White. É o 168º filme de um total de 190 da série com os Três Patetas produzida pela Columbia Pictures entre 1934 e 1959.

## Enredo
Os filhos dos Três Patetas (interpretados pelos próprios) pedem aos pais que lhes contem uma história para dormir, com fantasmas, cavaleiros e crimes. Eles então narram uma aventura da época em que trabalhavam como antiquários e foram contratados para recolherem antiguidades no castelo Smorgasbord (castelo Cucamonga, segundo a dublagem brasileira), lugar com fama de mal-assombrado. O lugar está abandonado e os Patetas levam alguns sustos até que descobrem o fantasma verdadeiro de Sir Tom (voz original de Phil Arnold), que conversa com eles através de uma antiga armadura de cavaleiro andante. O fantasma é amigável mas não quer deixar o castelo e a insistência do trio faz com que sejam perseguidos por Sir Tom. Quando a história termina, os bebês choram pedindo outra e os Patetas os põem para dormir dando-lhes cacetadas na cabeça.